# Überhöhung (Tragwerk)

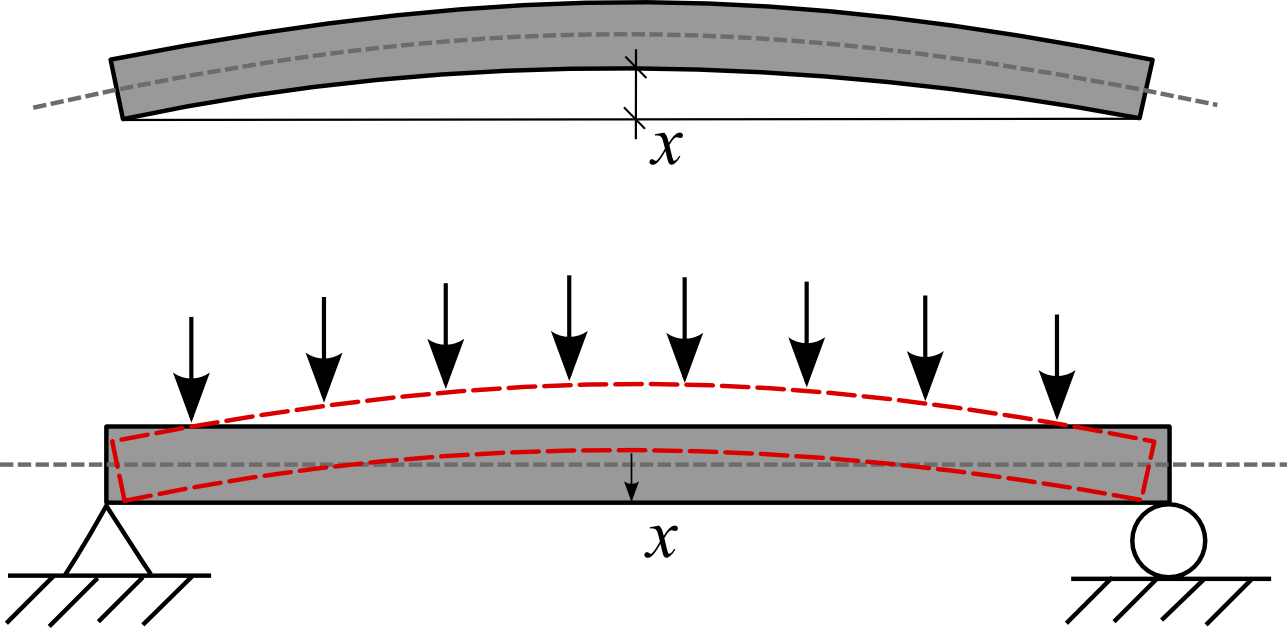
Überhöhung x eines Einfeldträgers nach der Herstellung (oben) und Ausgleich der Durchbiegung aus einer definierten Last durch die Überhöhung: Im belasteten Zustand ist der Träger gerade (unten).

Als Überhöhung wird im Tragwerksbau das Maß einer Vorverformung bezeichnet, die ein Bauteil absichtlich bei der Herstellung erhält, um z. B. nach Abschluss des Baus die Durchbiegungen aus ständigen Lasten zu kompensieren. Die Überhöhung wird oftmals als der maximale vertikaler Abstand zwischen der Lage der Stabachse des gewichtslosen unbelasteten Bauteils und der ebenen Stabachsenlage definiert. Es gibt aber auch andere Definitionen, insbesondere wenn man von „bleibender Überhöhung“ oder von der Überhöhung eines gebogenen Trägers spricht.

## Notwendigkeit
Besonders bei schlanken Trägern und Platten führen oft allein die Eigenlasten des Tragwerkes dazu, dass die Bauteile sichtbar durchbiegen und damit von der planmäßigen Lage abweichen. Um das Maß der Durchbiegung zu begrenzen, müssen in der Tragwerksplanung daher schlanke Bauteile oft stärker dimensioniert werden als diese für die Tragfähigkeit notwendig wären. Man spricht in dem Fall von einem Gebrauchstauglichkeitsnachweis.
Ein sich durchbiegender Träger oder sichtbare Risse zufolge Deformationen einer Deckenplatte werden vom Menschen als unsicher empfunden, selbst wenn dies aus technischer Sicht nicht zwingend der Fall ist. Des Weiteren können zu große Durchbiegungen dazu führen, dass Einbauten wie Trennwände oder Glasscheiben unterhalb der Decke oder des Trägers nicht mehr planmäßig ausgeführt werden können. In solchen Fällen führt eine Überhöhung während des Baus dazu, dass nach der Fertigstellung Träger oder Decken praktisch eben sind, beziehungsweise Abflüsse planmäßig funktionieren.
Überhöhungen werden oft bei planmäßig ebenen, beidseitig aufgelagerten Trägern vorgesehen; jedoch können auch Kragträger, Durchlaufträger und gebogene Träger überhöht ausgeführt werden.
Die Größe der nötigen Überhöhung ist von den Baustoff-Eigenschaften (im Wesentlichen E-Modul oder Bewehrungsgrad), von der Beanspruchung (Dach, Brücke, Decke, …), vom statischen System (eingespannt, drehbar gestützt, …) und tw. vom Herstellungsprozess (z. B. kriechaktives Freivorbauverfahren) abhängig. Außerdem kann z. B. auch der Herstellungsprozess aufgrund der Ausführbarkeit das Planmaß der Überhöhung beeinflussen. Übliche Überhöhungen liegen im Bereich der Verformung aus Eigenlasten, inkl. der meistens anwesenden Nutzlasten, wie z. B. Bücher einer Bibliothek inkl. eventuellen Kriechverformungen und betragen zwischen einem Fünfhundertstel und einem Hunderfünfzigstel der Spannweite des Tragwerks (l/500 bis l/150). Empfohlene Werte sind für übliche Bauvorhaben in den Nationalen Anhängen des Eurocodes des jeweiligen Baumaterials angegeben.